# RKSV Sittardia

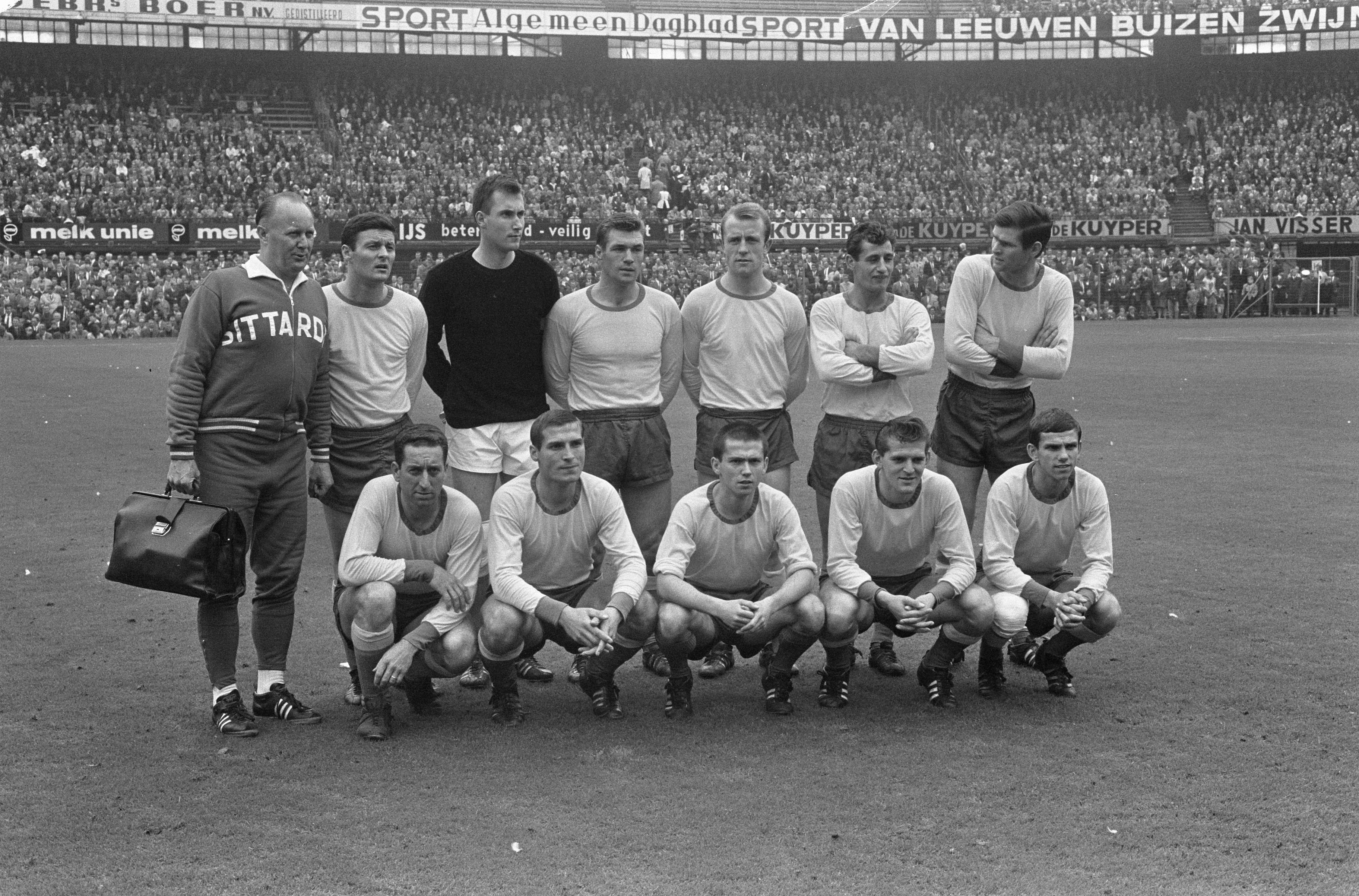
Sittardia in 1966

De Rooms-Katholieke Sportvereniging Sittardia was een betaaldvoetbalclub uit Sittard.

## Algemeen
Deze is op 1 juli 1968 gefuseerd met Fortuna '54 uit Geleen tot de Fortuna Sittardia Combinatie (FSC), later hernoemd in Fortuna Sittard. Sittardia zelf ontstond op 12 mei 1950 uit een fusie tussen RKVV Sittardse Boys (opgericht op 1 juli 1902 en tot 1926 spelend als Spartaan) en vv Sittard (opgericht op 24 april 1902 en tot 1908 spelend als SVC, aansluitend tot 1916 als Quick en tot 1917 als VVS).
Sittardia kwam tussen 1954 en 1968 uit in het Nederlandse betaald voetbal en speelde in deze periode voornamelijk in de Eerste divisie. In 1959 werd door een kampioenschap in de Eerste divisie promotie afgedwongen, maar een jaar later degradeerde de ploeg weer. Ook in de seizoenen 1963/64 en 1965/66 werd Sittardia kampioen van de Eerste divisie. Het jaar na deze laatste promotie werd een zevende plek in de Eredivisie behaald. Na een achttiende en laatste plaats in seizoen 1967/68 ging Sittardia op in de fusieclub Fortuna Sittardia Combinatie.

## Erelijst
| Nationaal      |    |                           |
| Eerste divisie | 3× | 1958/59, 1963/64, 1965/66 |

## Competitieresultaten 1955–1968
| 6 B |

| 11 B |

| 6 B |

| 4 B |

| 1 B |

| 18 |

| 5 B |

| 3 A |

| 12 |

| 1 |

| 15 |

| 1 |

| 7 |

| 18 |

| Eredivisie     | Hoofdklasse (profniveau)   |
| Eerste divisie | Eerste klasse (profniveau) |

In elke staaf van de grafiek staat van boven naar beneden vermeld: 
- Eindnotering

Dit is de positie die de club heeft bereikt in de competitie, zonder eventuele beslissings-, play-off- of nacompetitiewedstrijden die nodig zijn geweest om bijvoorbeeld de kampioen van de competitie te bepalen.
Indien een * achter het getal staat is de notering een tussenstand en kan het zijn dat de notering niet overeenkomt met de uiteindelijke eindstand van de competitie.
Staat er een - dan is het seizoen nog bezig en is er geen definitieve uitslag bekend.
Staat er xx op de positie van de notering, dan heeft de club vroegtijdig de competitie verlaten. Dit kan onder andere komen door terugtrekking van het team, faillissement van de club of door een uitgedeelde straf van de KNVB. In veel gevallen staat elders in het artikel de reden vermeld.
Staat er een ? dan is het resultaat uit het verleden onbekend, en is alleen de competitie of het niveau bekend van dat seizoen.
In de seizoenen 2019/20 en 2020/21 werd wegens de coronacrisis het amateurvoetbal afgebroken. Daardoor kennen deze staven geen eindklassering (middels -- weergegeven).
- Competitieniveau en afdelingsletter of Officiële eindstand Eredivisie
  - Competitieniveau en afdelingsletter

Hierbij geeft het getal het niveau weer, dat ook terug te vinden is in de legenda. De letter is de afdelingsaanduiding en wordt gebruikt wanneer er meer afdelingen zijn op hetzelfde niveau. De afdelingsletter is altijd een hoofdletter en wordt meestal zonder nummer gebruikt.
Voorbeeld: 2F is niveau 2e klasse competitie F.
Het competitieniveau en nummer wordt niet vermeld wanneer er slechts één competitie van dit niveau was.
  - Officiële eindstand Eredivisie (getal staat tussen haakjes vermeld)

Sinds de introductie van play-offwedstrijden voor Europees voetbal na afloop van de reguliere competitie in 2005/06, is de KNVB verplicht een eindstand van de Eredivisie door te geven aan de UEFA aan de hand van deze play-offwedstrijden.
Bij deze eindstand staan clubs die zich hebben gekwalificeerd voor Europees voetbal hoger dan clubs die zich niet wisten te kwalificeren. Indien er geen verschil was tussen de eindnotering en de officiële eindstand, staat dit getal niet vermeld.

- Onderafdeling

Hier staat afgekort de naam van de onderafdeling indien de club in dat jaar in een onderafdeling uitkwam. Tevens staat deze afkorting in de legenda en wordt gelinkt naar het artikel over deze onderafdeling. Deze afkorting wordt alleen vermeld wanneer de club in het verleden in verschillende onderafdelingen heeft gespeeld. Deze vermelding is in de staaf altijd in kleine letters. Deze onderafdelingen zijn na het seizoen 1995/96 afgeschaft. Heeft de club in slechts één onderafdeling gespeeld, dan is dit alleen terug te vinden in de legenda.
Onder de staaf staat het jaartal vermeld waarin het seizoen is afgesloten. 15 verwijst naar het seizoen 2014/15 of eventueel het seizoen 1914/15.
Wanneer een staaf leeg is, zijn deze gegevens niet bekend. Het kan ook zijn dat de club dat seizoen niet heeft meegespeeld op het hogere amateurniveau, vroegtijdig de competitie heeft verlaten of uit de competitie is gezet.

In het seizoen 1944/45 was er wegens de Tweede Wereldoorlog geen regulier competitievoetbal.

### Seizoensoverzichten
| Resultaten van Sittardia sinds de toetreding in het betaald voetbal in 1954 | Resultaten van Sittardia sinds de toetreding in het betaald voetbal in 1954 | Resultaten van Sittardia sinds de toetreding in het betaald voetbal in 1954 | Resultaten van Sittardia sinds de toetreding in het betaald voetbal in 1954 | Resultaten van Sittardia sinds de toetreding in het betaald voetbal in 1954 | Resultaten van Sittardia sinds de toetreding in het betaald voetbal in 1954 | Resultaten van Sittardia sinds de toetreding in het betaald voetbal in 1954 | Resultaten van Sittardia sinds de toetreding in het betaald voetbal in 1954 | Resultaten van Sittardia sinds de toetreding in het betaald voetbal in 1954 | Resultaten van Sittardia sinds de toetreding in het betaald voetbal in 1954 | Resultaten van Sittardia sinds de toetreding in het betaald voetbal in 1954 | Resultaten van Sittardia sinds de toetreding in het betaald voetbal in 1954 | Resultaten van Sittardia sinds de toetreding in het betaald voetbal in 1954                                                                             |
| Seizoen                                                                     | Competitie                                                                  | Competitie                                                                  | Competitie                                                                  | Competitie                                                                  | Competitie                                                                  | Competitie                                                                  | Competitie                                                                  | Competitie                                                                  | Competitie                                                                  | Kwalificatie                                                                | KNVB Beker                                                                  | Bijzonderheid |
| Seizoen                                                                     | Divisie                                                                     | GW                                                                          | W                                                                           | G                                                                           | V                                                                           | PNT                                                                         | DV                                                                          | DT                                                                          | POS                                                                         | Kwalificatie                                                                | KNVB Beker                                                                  | Bijzonderheid |
| --------------------------------------------------------------------------- | --------------------------------------------------------------------------- | --------------------------------------------------------------------------- | --------------------------------------------------------------------------- | --------------------------------------------------------------------------- | --------------------------------------------------------------------------- | --------------------------------------------------------------------------- | --------------------------------------------------------------------------- | --------------------------------------------------------------------------- | --------------------------------------------------------------------------- | --------------------------------------------------------------------------- | --------------------------------------------------------------------------- | --- |
| 1954/55                                                                     | Eerste klasse C                                                             | 9                                                                           | 2                                                                           | 3                                                                           | 4                                                                           | 7                                                                           | 19                                                                          | 23                                                                          | 9e                                                                          | –                                                                           | Geen bekertoernooi                                                          | Sittardia treedt toe tot het betaald voetbal De competitie werd na de fusie van de KNVB en de NBVB niet afgemaakt. Alle teams werden opnieuw ingedeeld. |
| 1954/55                                                                     | Eerste klasse B                                                             | 26                                                                          | 10                                                                          | 6                                                                           | 10                                                                          | 26                                                                          | 57                                                                          | 52                                                                          | 6e                                                                          | Hoofdklasse                                                                 | Geen bekertoernooi                                                          | Sittardia treedt toe tot het betaald voetbal De competitie werd na de fusie van de KNVB en de NBVB niet afgemaakt. Alle teams werden opnieuw ingedeeld. |
| 1955/56                                                                     | Hoofdklasse B                                                               | 34                                                                          | 12                                                                          | 9                                                                           | 13                                                                          | 33                                                                          | 63                                                                          | 77                                                                          | 11e                                                                         | Eerste divisie                                                              | Geen bekertoernooi                                                          | |
| 1956/57                                                                     | Eerste divisie B                                                            | 30                                                                          | 13                                                                          | 6                                                                           | 11                                                                          | 32                                                                          | 64                                                                          | 50                                                                          | 6e                                                                          | –                                                                           | 2e ronde                                                                    | – |
| 1957/58                                                                     | Eerste divisie B                                                            | 30                                                                          | 15                                                                          | 6                                                                           | 9                                                                           | 36                                                                          | 61                                                                          | 44                                                                          | 4e                                                                          | –                                                                           | 3e ronde                                                                    | – |
| 1958/59                                                                     | Eerste divisie B                                                            | 28                                                                          | 18                                                                          | 5                                                                           | 5                                                                           | 41                                                                          | 71                                                                          | 32                                                                          | 1e                                                                          | –                                                                           | 2e ronde                                                                    | – |
| 1959/60                                                                     | Eredivisie                                                                  | 34                                                                          | 5                                                                           | 6                                                                           | 23                                                                          | 16                                                                          | 40                                                                          | 91                                                                          | 18e                                                                         | Rechtstreekse degradatie                                                    | Geen bekertoernooi                                                          | – |
| 1960/61                                                                     | Eerste divisie B                                                            | 34                                                                          | 15                                                                          | 7                                                                           | 12                                                                          | 37                                                                          | 61                                                                          | 63                                                                          | 5e                                                                          | –                                                                           | 2e ronde                                                                    | – |
| 1961/62                                                                     | Eerste divisie A                                                            | 34                                                                          | 18                                                                          | 9                                                                           | 7                                                                           | 45                                                                          | 58                                                                          | 36                                                                          | 3e                                                                          | –                                                                           | 4e ronde                                                                    | – |
| 1962/63                                                                     | Eerste divisie                                                              | 30                                                                          | 11                                                                          | 3                                                                           | 16                                                                          | 25                                                                          | 41                                                                          | 40                                                                          | 12e                                                                         | –                                                                           | 3e ronde                                                                    | – |
| 1963/64                                                                     | Eerste divisie                                                              | 30                                                                          | 20                                                                          | 4                                                                           | 6                                                                           | 44                                                                          | 71                                                                          | 31                                                                          | 1e                                                                          | Rechtstreekse promotie                                                      | 1e ronde                                                                    | – |
| 1964/65                                                                     | Eredivisie                                                                  | 30                                                                          | 8                                                                           | 7                                                                           | 15                                                                          | 23                                                                          | 36                                                                          | 46                                                                          | 15e                                                                         | Rechtstreekse degradatie                                                    | 3e ronde                                                                    | – |
| 1965/66                                                                     | Eerste divisie                                                              | 28                                                                          | 19                                                                          | 3                                                                           | 6                                                                           | 41                                                                          | 68                                                                          | 38                                                                          | 1e                                                                          | Rechtstreekse promotie                                                      | Groepsfase                                                                  | – |
| 1966/67                                                                     | Eredivisie                                                                  | 34                                                                          | 13                                                                          | 9                                                                           | 12                                                                          | 35                                                                          | 34                                                                          | 40                                                                          | 7e                                                                          | –                                                                           | 1e ronde                                                                    | – |
| 1967/68                                                                     | Eredivisie                                                                  | 34                                                                          | 6                                                                           | 7                                                                           | 21                                                                          | 19                                                                          | 38                                                                          | 79                                                                          | 18e                                                                         | –                                                                           | 2e ronde                                                                    | Sittardia fuseert met Fortuna '54 en gaat verder onder de naam Fortuna SC                                                                               |

### Spelers
- Johan Adang
- Bram Appel
- Rik Aspers
- Joep Beckers
- Willy Dullens
- Gerard Gruisen
- Frans Körver
- Nico Mares
- Jan Notermans

### Topscorers
- 1954/55:  Harie Ehlen (6)
- 0000000  Harie Ehlen (24)
- 1955/56:  Harie Ehlen (23)
- 1956/57:  Harie Ehlen (17)
- 1957/58:  Harie Ehlen (19)
- 1958/59:  Johan Adang (17)
- 1959/60:  Gerard Gruisen (9)
- 1960/61:  Gerard Gruisen (12)
- 1961/62:  Rik Aspers (16)
- 1962/63:  Cor de Meulemeester (11)
- 1963/64:  Willy Dullens (18)
000000 :  Frans Guns (18)
- 1964/65:  Gerard Gruisen (7)
000000 :  Frans Guns (7)
- 1965/66:  Leo van der Linden (13)
000000 :  Theo Netten (13)
- 1966/67:  Nico Mares (18)
- 1967/68:  Nico Mares (11)

### Trainers
- 1950–1952:  Nic Heijenrath
- 1952–1953:  Frans Tausch
- 1953–1954:  József Veréb
- 1955–1958:  Frans Debruijn
- 1958–1960:  Nic Heijenrath
- 0000–1960:  Leen van Rikxoort (a.i.)
- 1960–1961:  Harrie Verhardt
- 1961–1965:  Frans Debruijn
- 1965–1966:  Jung Schlangen
- 1966–1968:  Vladimir Beara
- 0000–1968:  Koos Sins (a.i.)

## Voetnoten
SV Argo · VV Born · Centrum Boys · VV DVO · FC Geleen Zuid · HBC '09 · RKFC Lindenheuvel-Heidebloem Combinatie · OVCS · VV Sanderbout · VV Sittard · Sporting Sittard '13 · SVE Einighausen · VV SVM · VV Zwentibold